# Portada/article setembre 5

## David (Donatello)
El David de Donatello és una escultura exempta en bronze de 158 cm, realitzada cap a l'any 1440 (o cap al 1430 segons alguns experts) per encàrrec de Cosme el Vell, que la volia situar als jardins del seu palau a Florència. Actualment es troba al Museu del Bargello. És una escultura representativa del quattrocento italià, inspirada en l'època clàssica i amb una composició clarament praxiteliana; encara que tracta un tema bíblic, a l'escultura es pot observar la gran semblança que té amb un heroi de l'antiguitat clàssica. És la primera estàtua exempta de l'escultura renaixentista que es va realitzar en bronze tota nua.